# David Warner (igralec)
David Hattersley Warner, angleški filmski, televizijski in gledališki igralec * 29. julij 1941 Manchester, Lancashire, Združeno Kraljestvo, † 24. julij 2022, London.
Warner je obiskoval Kraljevo akademijo dramske umetnosti in sprva nastopal v gledališču, preden je v zgodnjih 60. letih dvajsetega stoletja dosegel pomemben položaj na filmskem plakatu z svojo glavno predstavo v filmu Karel Reisz Morgan: primeren primer za zdravljenje, za katero je bil nominiran za nagrado BAFTA za najboljšega igralec v vodilni vlogi.  
Warner je v različnih medijih upodobil in igral tako romantične vodilne kot zlobne vloge, vključno v filmih o božiču, Carol, Portret v zlu, Titanik, Mary Poppins Returns in različne vloge iz fantastičnih filmih, kot npr. Zvezdne steze, Zvezdne steze 5: Končna meja in Zvezdne steze 6: Nepoznana dežela ter v televizijski seriji Zvezdne steze: Naslednja generacija. 
Leta 1981 je z vlogo v televizijski miniseriji Masada osvojil nagrado emmy za izjemnega podpornega igralca v miniseriji ali specialki za upodobitev Pomponija Falca. 